# Маркус Конради
Маркус Конради е норвежки гимнастик, представящ страната си на състезания на световно ниво. Участва на световни първенства по спортна гимнастика през 2009 (Лондон), 2010 (Ротердам), 2013 (Антверпен), 2014 (Нанин) и 2015 година (Глазгоу).